# Phyllopteryx
Phyllopteryx Swainson, 1839 è un genere di pesci d'acqua salata, comunemente chiamati draghi marini, della famiglia Syngnathidae. Si trovano lungo le coste occidentali e meridionali dell'Australia. Dal 19° secolo, il drago marino comune o erbaccia era l'unica specie conosciuta, fino alla descrizione del drago marino rubino nel 2015. Sono strettamente imparentati con altri membri dei Syngnathidae come il drago marino foglia, il pesce ago e i cavallucci marini, che presentano tutti una gravidanza maschile.

## Tassonomia
Comprende due specie:
- Phyllopteryx dewysea Stiller, Wilson & Rouse, 2015
- Phyllopteryx taeniolatus (Lacepède, 1804)